# Jorge Urrutia Blondel
Jorge Urrutia Blondel (* 17. September 1905 in La Serena; † 5. Juli 1981) war ein chilenischer Komponist.
Er studierte ab 1928 in Paris bei Nadia Boulanger, Vincent d’Indy und Paul Dukas und am Sternschen Konservatorium in Berlin bei Paul Hindemith und unterrichtete nach seiner Rückkehr 1931 Harmonielehre an der Universität von Santiago de Chile. Er komponierte ein Ballett, Klavierstücke und kammermusikalische Werke.

## Werke
- Comedia italiana, Oper, 1925
- Canziones y Danzas Campesinas de Chile, 1936
- Tres Romancos Campesinos de Chile, 1936–39
- Pastoral de Alhué, 1937–41
- Villa Senorial, 1937–50
- Danza de los Campos Infecundos, 1942
- Danza Triunfal del Diablo, 1942–44
- Danza de la buena Cosecha, 1945
- La Guitarra del Diablo, Ballett, 1945
- Música para un Cuento de Antaño, 1948
- Diálogo Obsesivo, 1948–52
- Sonate für Violine und Klavier, 1950–54
- Redes, Ballett, 1952
- Dos Canciones de la Tirana, 1963
- Los gallos cantan, 1966